# Monrovia (California)
Monrovia è una città della Contea di Los Angeles, in California (Stati Uniti).